# Fritz von der Schulenburg
Pour les articles homonymes, voir Schulenburg (homonymie).
Friedrich Wilhelm Christoph Daniel comte von der Schulenburg-Angern (né le 2 janvier 1843 à Angern et mort le 24 mars 1921 dans la même ville) est un administrateur de l'arrondissement de Wolmirstedt, député de la chambre des seigneurs de Prusse et fidéicommis d'Angern.

## Biographie

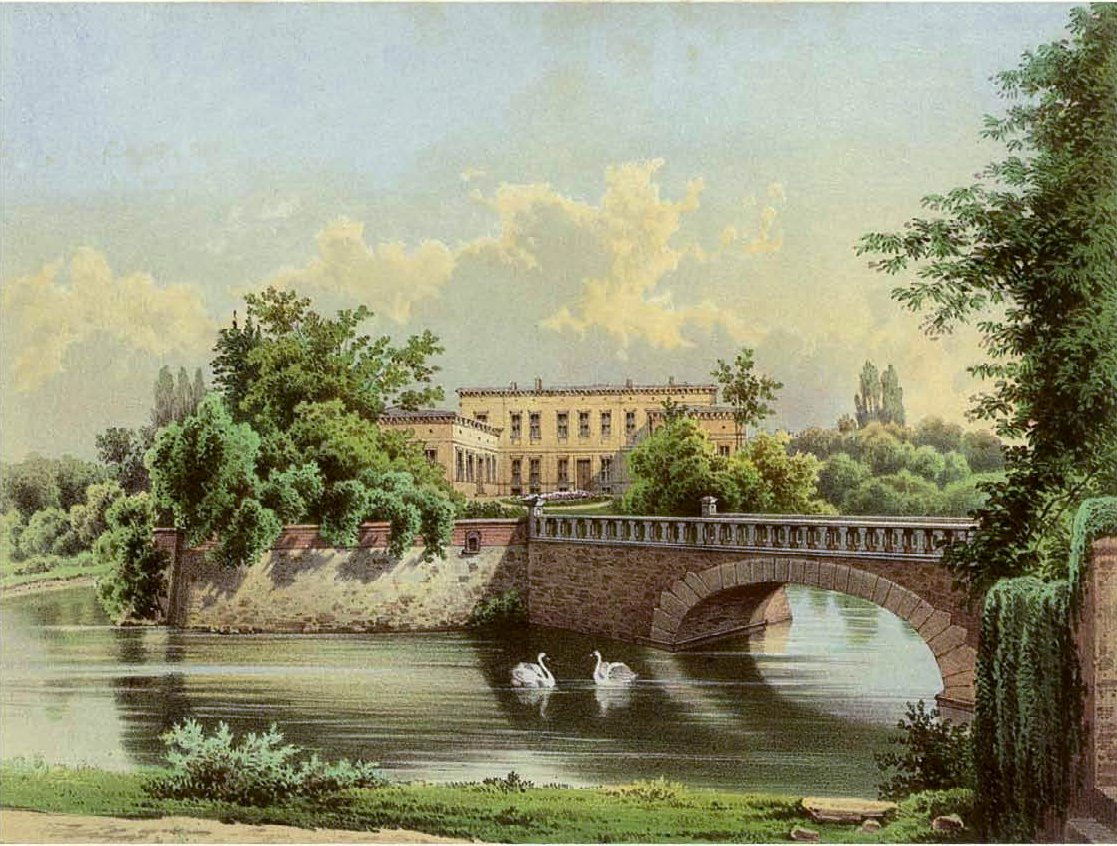
Château d'Angern vers 1871/73 d'après la collection Alexander Duncker

Ses parents sont Edo Friedrich Christoph Daniel von der Schulenburg (né le 27 avril 1816 et mort le 6 août 1904) et sa femme Helene Alexandrine von Schöning (née le 25 avril 1823 et mort le 13 avril 1901). Frédéric-Guillaume IV, roi de Prusse, est son parrain.
Après avoir étudié à l'école de l'abbaye de Roßleben, il étudie le droit à Göttingen à partir de 1862 (membre du Corps Saxonia) et devient juge de district à Landeck après avoir réussi son examen d'assesseur en 1877. Après être passé à une carrière administrative, il reprend l'administration de l'arrondissement d'Eckartsberga en 1878. En 1897, il devient conseiller du haut président à Hanovre, en 1903 administrateur de l'arrondissement de Wolmirstedt (jusqu'en 1914). Pendant la Première Guerre mondiale, il représente les administrateurs des arrondissements de Stendal et Wolmirstedt.
En 1904, il reprend la fidéicommis d'Angern de son père. Fritz comte von der Schulenburg est député de la chambre des seigneurs de Prusse de 1907 jusqu'à sa dissolution en 1918. Il passe les dernières années de sa vie dans son domaine d'Angern.

## Famille
Il se marie le 14 juillet 1880 avec Luise Karoline Friedericke Melanie von Angern (de)-Stilcke (née le 19 août 1859 à Wülfingerode et morte le 3 octobre 1895 dans la même ville), une fille de Kuno Friedrich Gustav Karl von Angern-Stilcke (1829-1907), dernier descendant mâle des von Angern-Stilcke, et Melanie Laura Esthritha Caroline, née comtesse Hue de Grais (de) (née en 1837, sœur de Robert Hue de Grais (de)). La cérémonie de mariage a lieu à Wülfingerode, où les barons d'Angern-Stilcke possèdent un manoir.
Le mariage donne naissance à quatre enfants :
- La fille Edith (née le 15 septembre 1881 à Kölleda et morte le 6 novembre 1970 à Göttingen) est mariée à l'administrateur de l'arrondissement Wilhelm von Bismarck (de).
- Le fils de Sigurd-Wilhelm (né le 26 septembre 1882 à Kölleda et mort le 9 juin 1956 à Alfeld) est marié avec Paula Kreplin. Après la mort de son père, il quitte la fonction publique et reprend la fidéicommis d'Angern en 1921. Il travaille également comme écrivain et est membre de l'Église confessante à l'époque national-socialiste. En 1945, lui et sa famille sont expulsés d'Angern dans le cadre de la réforme agraire.
- La fille Gisela (née le 10 mai 1886 à Kölleda et mort le 23 octobre 1972 à Neubeuern) est mariée à Hans comte von Wintzingerode (de). Après la mort de son mari le 27 octobre 1914 en Belgique pendant la Première Guerre mondiale, elle gère la fidéicommis de Bodenstein pour son fils mineur. Elle est également un membre engagé de l'Église confessante et offre à l'opposition de l'Église un lieu de rencontre au château de Bodenstein (de) à l'époque national-soicaliste. En 1945, la famille von Wintzingerode est expulsée de sa propriété dans le cadre de la réforme agraire.
- La fille Ilse (née le 26 février 1891 à Kölleda et morte le 9 avril 1928 à Wülfingerode) reste célibataire et devient infirmière. Pendant la Première Guerre mondiale, elle crée un hôpital militaire au manoir de Wülfingerode, qui appartient à sa famille.